# Mas Notre-Dame-de-Vie de Mougins
Le mas Notre-Dame-de-Vie de Mougins ou L'Antre du Minotaure est un vaste mas provençal de 800 m2, sur un parc de deux hectares, à Mougins sur la Côte d'Azur, dans les Alpes-Maritimes en Provence-Alpes-Côte d'Azur. L'artiste Pablo Picasso (1881-1973) y réside de 1961 à sa mort.

## Historique
Cette vaste villa provençale du centre historique du village pittoresque de Mougins, est voisine de la chapelle Notre-Dame-de-Vie de Mougins, dont elle porte le nom, avec :
- une maison principale de 35 pièces sur trois niveaux, pour 800 m² habitable
- des jardins méditerranéens en terrasse, de plus de 2 hectares, plantés de nombreuses essences méditerranéennes (oliviers, pins, palmiers, glycine...)
- des logements annexes d’amis, piscine

Pablo Picasso
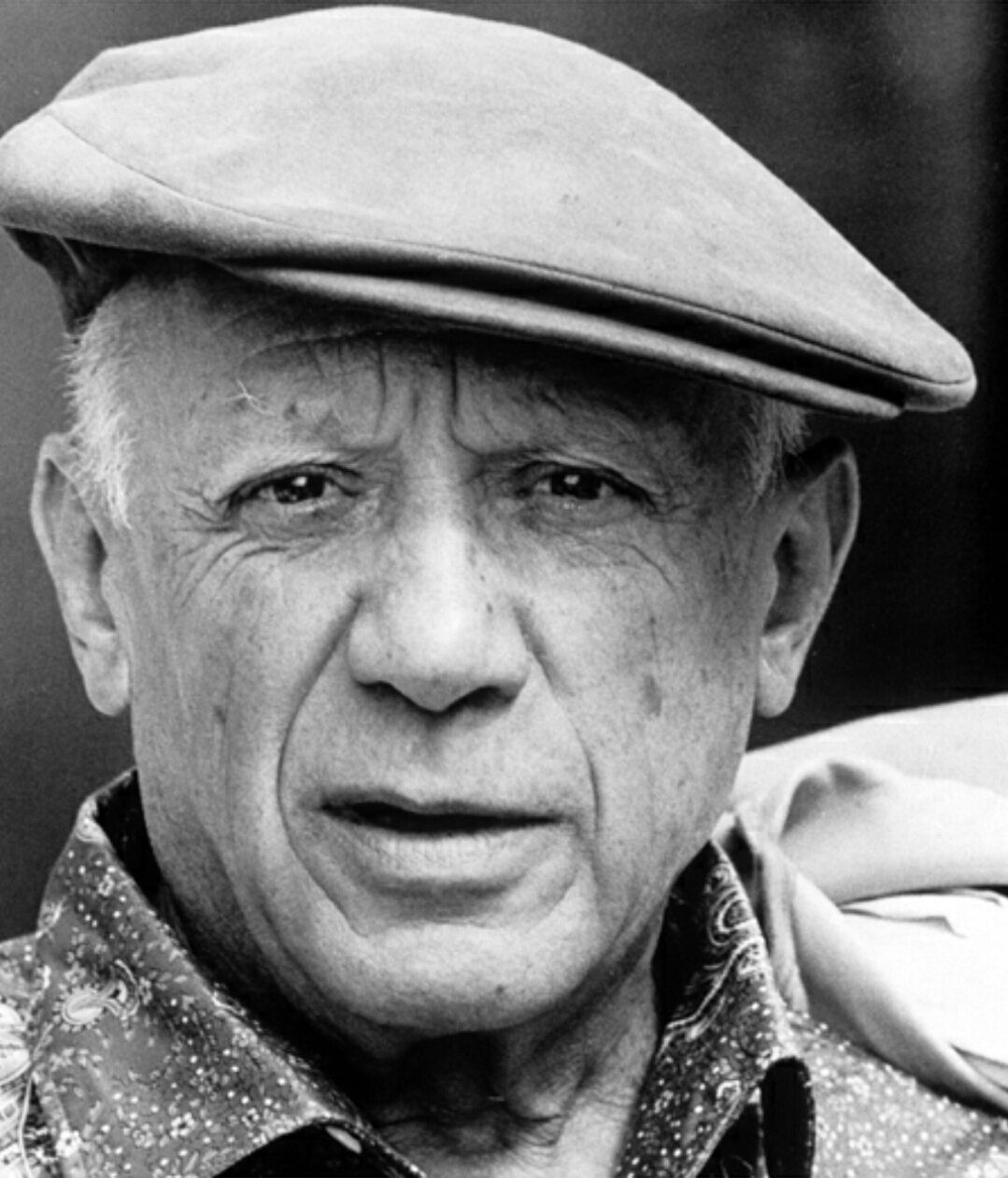
En 1962
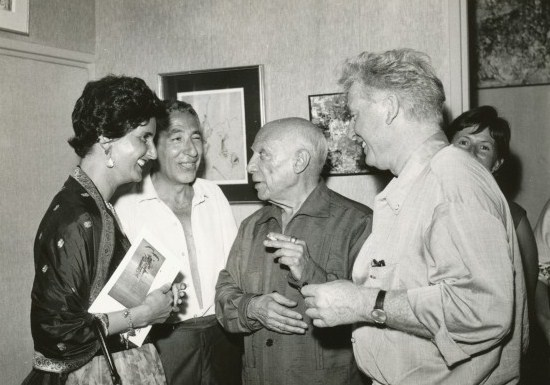
En 1962
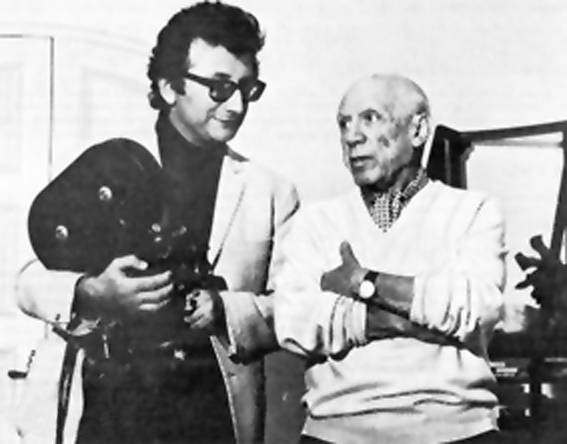
En 1973

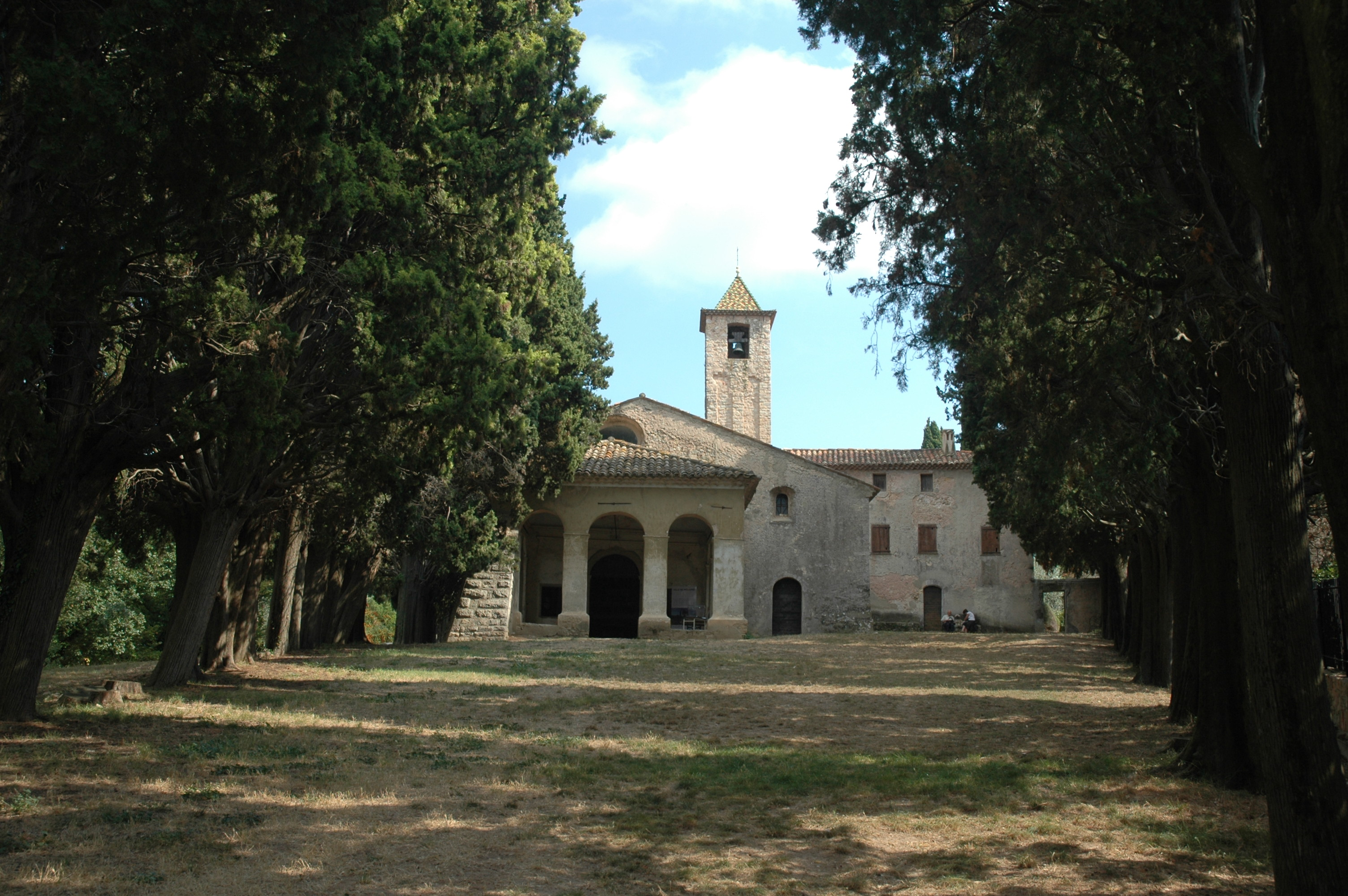
Chapelle Notre-Dame-de-Vie de Mougins

En 1961 Pablo Picasso fuit sa Villa La Californie de Cannes, où la construction d'un immeuble lui gâche la vue sur la Méditerranée. Il achète cette villa, de la commune voisine de Mougins, à Thomas "Loel" Guinness, et y emménage. C'est dans cette vaste demeure transformée en atelier d'artiste qu'il consacrera les douze dernières années de sa vie à son art, mêlant peintures cubistes, sculptures, céramiques, dessins, instruments de musique, masques africains... (œuvres de Pablo Picasso). Il y organisera de nombreuses soirées et expositions d'art, aux côtés de sa muse et seconde épouse Jacqueline Roque.
Picasso décède en 1973, laissant là une œuvre artistique considérable à ses héritiers. Son épouse continue d'habiter le mas jusqu’à sa mort en 1986. La demeure a été depuis rebaptisée « l'Antre du Minotaure », en hommage au thème artistique de prédilection de Picasso, qui le symbolise et le personnalise (taureau, tauromachie, culte du taureau, Labyrinthe du Minotaure, monstre fabuleux mi-homme mi-taureau de la mythologie grecque...).

## Anecdote
- En 2017, la demeure et son domaine sont mis en vente pour 170 millions € [3],[4].